# Quasikonforme Abbildung
In der Funktionentheorie ist eine quasikonforme Abbildung eine Verallgemeinerung einer biholomorphen Abbildung. Hier wird im Wesentlichen auf die Winkeltreue verzichtet.

## Definition
Seien {\displaystyle G} und {\displaystyle H} zwei Gebiete der komplexen Zahlenebene. Ein Homöomorphismus
{\displaystyle f\colon G\longrightarrow H}
heißt quasikonform, wenn es eine positive reelle Zahl {\displaystyle k} kleiner 1 gibt, so dass
{\displaystyle \|\mu \|_{\infty }<k}
gilt. Dabei ist
{\displaystyle \mu ={\frac {f_{\bar {z}}}{f_{z}}}={\frac {\partial _{\bar {z}}f}{\partial _{z}f}}}
die komplexe Dilatation, auch Beltrami-Koeffizient genannt.
Die Dilatation von f im Punkt z ist definiert als
{\displaystyle K(z)={\frac {1+|\mu (z)|}{1-|\mu (z)|}}.}
Das Supremum
{\displaystyle K=\sup _{z\in D}|K(z)|={\frac {1+\|\mu \|_{\infty }}{1-\|\mu \|_{\infty }}}}
ist die Dilatation von f.

## Beltrami-Gleichung
Sei k eine positive reelle Zahl kleiner 1. Die partielle Differentialgleichung
{\displaystyle \partial _{\bar {z}}f=\mu (z)\partial _{z}f,}
wobei {\displaystyle \mu (z)} eine integrierbare Funktion mit {\displaystyle \|\mu \|_{\infty }<k} ist, heißt Beltrami-Gleichung.

## Hauptsatz
Auf der riemannschen Zahlenkugel gilt, dass die Lösungen der Beltrami-Gleichung genau die quasikonformen Abbildungen sind.
Als Anwendung dieses Satzes kann man zeigen, dass alle fastkomplexen Strukturen auf der 2-Sphäre und auf allen anderen zweidimensionalen Mannigfaltigkeiten integrabel sind, d. h., alle fastkomplexen Strukturen sind komplexe Strukturen.